# Tom & Jerry: Avventure giganti
Tom & Jerry: Avventure giganti (Tom and Jerry's Giant Adventure) è un film a cartoni animati direct-to-video del 2013 con Tom & Jerry prodotto dalla Warner Bros. Animation. È stato l'ultimo film ad avere, sulla copertina del DVD, il logo di stampa della Warner Bros. Family Entertainment. Da notare l'incontro fra Tom e Jerry nei panni di due servi, e Jack, il proprietario di un parco di divertimenti a forma di libro di fiabe, il quale ottiene una spinta tanto necessaria grazie ad alcuni misteriosi fagioli magici.
In Italia è uscito il 13 novembre 2013.

## Trama
Tom e Jerry vivono con Jack e sua madre, la signora Bradley, a Story-Book Town, un parco a tema ispirato ai libri di fiabe. Il giovane Jack è troppo disperato per salvare il parco dalle mani di un miliardario che dichiara, con i suoi fedeli, gatto e topo amici per vendere una mucca e, per premio, un sacchetto di fagioli magici. Quello che segue è un viaggio in una pianta di fagioli in una terra magica governata da un gigante che vive in un minaccio e che fa lavorare Mamma Oca, il quale trasforma le uova dorate in monete, e da vari personaggi avidi e affamati. In aiuto di Tom, Jerry e Jack, ci sono compagni come Droopy, Spike, Barney l'orso e Screw-Ball lo scoiattolo. Ora, Tom e Jerry dovranno porre abbastanza fine alla crudeltà fino a lungo per salvare sia Mamma Oca, sia l'amata Story-Book Town, sia la madre di Jack, dopo la sconfitta del gigante e del miliardario.

## Doppiaggio
| Personaggio      | Doppiatore originale             | Doppiatore italiano              |
| ---------------- | -------------------------------- | -------------------------------- |
| Tom Cat          | William Hanna (audio d'archivio) | William Hanna (audio d'archivio) |
| Jerry Mouse      | June Foray (audio d'archivio)    | June Foray (audio d'archivio)    |
| Tyke             | William Hanna (audio d'archivio) | William Hanna (audio d'archivio) |
| Jack Bradley     | Jacob Bertrand                   | Alex Polidori                    |
| Narratore        | Garrison Keillor                 | Stefano Mondini                  |
| Contadino O'Dell | Garrison Keillor                 | Stefano Mondini                  |
| Signor Bigley    | Tom Wilson                       |                                  |
| Ginormous        | Tom Wilson                       |                                  |
| Tuffy            | Kath Soucie                      | Rachele Paolelli                 |
| Droopy           | Joe Alaskey                      |                                  |
| Screwy Squirrel  | Paul Reubens                     | Alberto Bognanni                 |
| Signora Bradley  | Grey DeLisle                     |                                  |
| Red Fairy        | Grey DeLisle                     | Lidia Perrone                    |
| Barney Bear      | Richard McGonagle                |                                  |
| Spike            | Phil LaMarr                      | Pierluigi Astore                 |
| Cane Meathead    | John DiMaggio                    |                                  |